# 騶揺
騶 揺（すう よう、生没年不詳）は、秦代から漢初にかけての東甌の君主。姓は騶、名は揺。

## 人物
越王勾践の末裔とされる。秦が中国を統一すると、王の称号を廃されて君長とされ、その領地は閩中郡とされた。秦末の乱が起こると、騶揺は越の人々を率いて鄱陽県令の呉芮に従い、秦を滅ぼすのに協力した。項羽が西楚の覇王として封建をおこなったが、揺は王に封じられず、このため楚に従わなかった。漢王劉邦が項羽を攻撃すると、騶揺は越人を率いて漢に協力した。紀元前192年、騶揺は東海王に立てられ、東甌に都を置いた。世間では東甌王と称された。
紀元前200年に海陽侯に封じられた斉信侯揺毋余 という人物がおり、この人と騶揺との関係については議論がある。『史記』封禅書に「むかし東甌王は鬼を敬い、寿160歳まで生きた」とある記述について、銭大昕はこれを東海王騶揺のことであるとみなした。